# Steingrímur Hermannsson
Steingrímur Hermannsson (Reykjavík, 22 de junho de 1928 – Reykjavík, 1 de fevereiro de 2010) foi um político e ex-primeiro-ministro da Islândia, filho de Hermann Jónasson, outro ex-primeiro-ministro do mesmo país.

## Biografia
Em 1948, Steingrímur trasladou-se para os Estados Unidos da América a fim de estudar Engenharia em Chicago e, depois, na Caltech. Retornado ao país de origem, por pressão dos amigos e do seu pai, entrou no mundo político na década de 1960.
Em 1971 foi eleito pelo parlamento islandês, o Alþingi, pelo  Partido Progressista. Anos mais tarde, em 1979, iniciou o mandato como presidente do mesmo partido, num ano verdadeiramente turbulento para a política islandesa.
Steingrímur, em 1983, foi eleito pela primeira vez primeiro-ministro da Islândia. O mandato se estendeu até 1987 e, em 1988, foi reeleito, terminando o novo mandato em 1991. Depois disso foi ministro da Justiça, ministro da Agricultura, ministro das Pescas, ministro dos Transportes e ainda ministro dos Negócios Estrangeiros.
Mas o seu legado como primeiro-ministro deixou marcas profundas, visto que foi atormentado severamente por constantes escândalos de corrupção. Todo este sistema viria a ser desmantelado por Davíð Oddsson, que se tornou o novo primeiro-ministro do país europeu.
Continuou, ainda assim, a presidir o Partido Progressista até 1994, ano em que se tornou diretor do Banco Central da Islândia. Ocupou o cargo até 1998, quando se retirou do mundo da política.